# Diaglyptellodes sculpturator
Diaglyptellodes sculpturator là một loài tò vò trong họ Ichneumonidae.